# Estadio The Sevens
El Estadio The Sevens o simplemente The Sevens es un estadio de rugby 7 construido en Dubái, en los Emiratos Árabes Unidos. En este recinto se juega al rugby, fútbol, fútbol gaélico, fútbol australiano (Aussie rules), netball, baloncesto, críquet, tenis, atletismo y se celebran conciertos.
El Seven se encuentra en la intersección de la carretera Dubái-Al Ain (E66), la carretera Jebel Ali-Lahbab (E77) y un complejo de estacionamientos de alrededor de 15.000 vehículos.
Las instalaciones del Sevens incluyen: seis espacios de rugby/fútbol, seis de críquet (2 hierba, 1 iluminado), cuatro canchas de netball/tenis, una cancha de baloncesto, una tribuna y las instalaciones auxiliares de nivel internacional, ideal para eventos deportivos.